# Lithobates berlandieri
Lithobates berlandieri är en groddjursart som först beskrevs av Baird 1859.  Lithobates berlandieri ingår i släktet Lithobates och familjen egentliga grodor. IUCN kategoriserar arten globalt som livskraftig. Inga underarter finns listade i Catalogue of Life.